# Laphria bipartita
Laphria bipartita là một loài ruồi trong họ Asilidae. Laphria bipartita được Macquart miêu tả năm 1855. Loài này phân bố ở miền Ấn Độ - Mã Lai.